# Cornops
Cornops is een geslacht van rechtvleugeligen uit de familie veldsprinkhanen (Acrididae). De wetenschappelijke naam van dit geslacht is voor het eerst geldig gepubliceerd in 1875 door Scudder.

## Soorten
Het geslacht Cornops omvat de volgende soorten:
- Cornops aquaticum Bruner, 1906
- Cornops brevipenne Roberts & Carbonell, 1979
- Cornops dorsatum Bruner, 1911
- Cornops frenatum Marschall, 1836
- Cornops longipenne De Geer, 1773
- Cornops paraguayense Bruner, 1906